# Bet365
Uradno ime podjetja je Bet365 Group Ltd. Gre za prepoznavno angleško stavnico, ki je zaradi davčnih prednosti registrirana na Gibraltarju, tako kot večina drugih športnih stavnic. Podjetje je bilo ustanovljeno leta 2000 in zaposluje že preko 4000 ljudi.

## Zgodovina
Bet365 je bilo ustanovljeno leta 2000 v Stoke-on-Trentu s strani Denise Coates, ki je razvila spletno platformo za športne stave. Za zagon podjetja si je izposodila 15 milijonov funtov, zavarovanih z družinskimi stavnicami, ki jih je vodila od leta 1995. Leta 2005 je podjetje prodalo svojo verigo stavnic podjetju Coral za 40 milijonov funtov in poplačalo posojilo.
Predsednik Peter Coates je bil hkrati predsednik Stoke Cityja, s katerim je Bet365 od leta 2012 sponzorsko sodeloval, vključno s pravicami poimenovanja stadiona.
V poslovnem letu 2020–21 je podjetje ustvarilo 2,8 milijarde funtov prihodkov in 470 milijonov funtov dobička.
Leta 2019 je Bet365 skupaj z drugimi britanskimi operaterji napovedal povečanje prispevkov za zmanjšanje škode zaradi iger na srečo z 0,1 % na 1 % bruto prihodkov v petih letih.
Po legalizaciji športnih stav v ZDA je Bet365 leta 2018 vstopil na trg New Jerseyja v sodelovanju s Hard Rock Hotel & Casino v Atlantic City. Leta 2022 je podjetje začelo poslovati tudi v Koloradu in kanadski provinci Ontario.
Marca 2025 je podjetje napovedalo umik s trga na Kitajskem in v nekaterih drugih jurisdikcijah.

## Bet365 v Sloveniji
Stavnica Bet365 je v Sloveniji trenutno prepovedana, tako kot vse ostale športne stavnice. Edina legalna športna stavnica v Sloveniji še vedno ostaja stavnica Športne loterije Slovenije (www.e-stave.com). Kljub temu, da je bilo v državnem zboru že večkrat slišati predloge o sprostitvi trga športnih stav, je vlada tovrstne predloge do sedaj vedno zavrnila. Zadnji tovrsten predlog je bil v državnem zboru sprejet marca 2018, a je aprilski bojkot poslancev poskrbel za to, da do spremembe na tem področju ni prišlo. Tako športne stave v Sloveniji še vedno ostajajo v domeni Športne Loterije Slovenije, kljub temu pa še vedno ogromno ljudi uporablja tuje športne stavnice, navkljub občasnim blokadam dostopa do spletnih strani. Bet365 tako tudi v Sloveniji spada med najbolj priljubljene tuje športne stavnice.

## Sponzorstvo
Bet365 je že od leta 2012 glavni sponzor nogometnega kluba Stoke City, ki trenutno nastopa v angleški drugi ligi. V 2018 je stavnica še povečala svojo prisotnost pri sponzoriranju nogometnih klubov in podpisala pogodbo o donatorstvu s kar 10 različnimi klubi v španski La ligi. Med temi ne najdemo najmočnejših španskih klubov kot so Barcelona, Real Madrid in Athletico Madrid.